# Súchil
Súchil è una municipalità dello stato di Durango, nel Messico centrale, il cui capoluogo è la località omonima.
La popolazione della municipalità è di 6.343 abitanti (2010) e ha una estensione di 1.471,77 km².
Il nome della località deriva dalla spagnolizzazione della parola Xocitl, che in lingua nahuatl significa fiore.